# Hemidactylus laevis
Hemidactylus laevis är en ödleart som beskrevs av  George Albert Boulenger 1901. Hemidactylus laevis ingår i släktet Hemidactylus och familjen geckoödlor. Inga underarter finns listade i Catalogue of Life.